# هيئة بث هيغاشينيبون

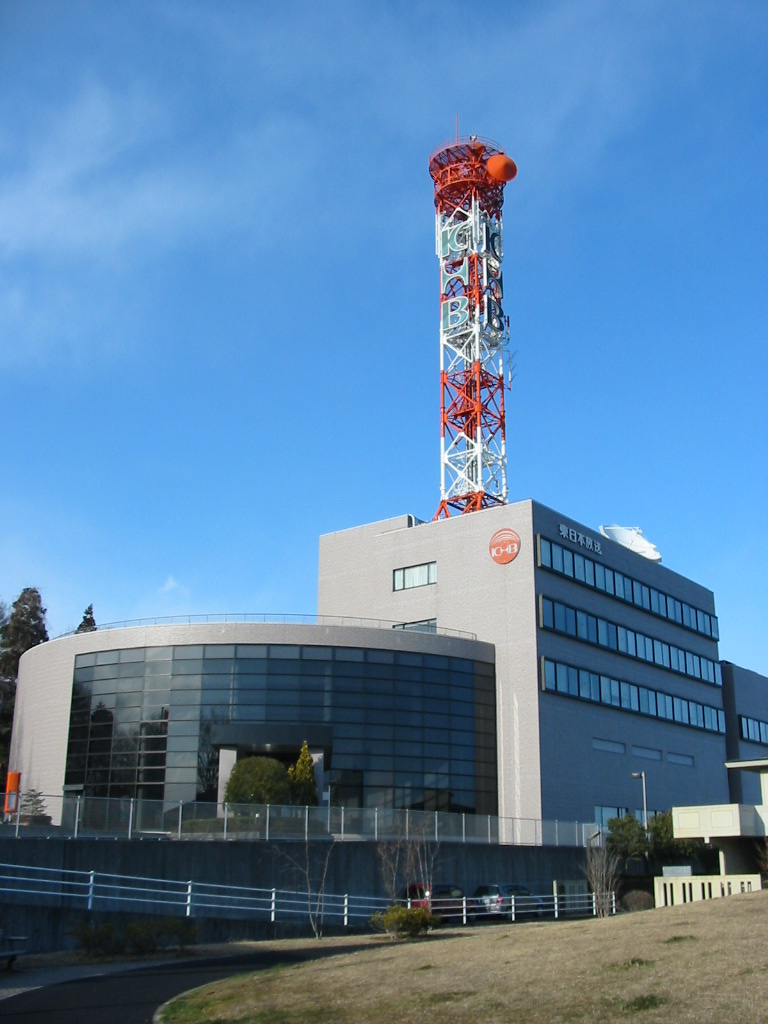
بث هيغاشينيبون

هيئة بث هيغاشينيبون (株式会社東日本放送 Kabushiki-gaisha Higashinippon Hōsō)، المعروف أيضا باسم كآي إتش بي (KHB)، هي  شبكة بث يابانية التابعة شبكة أخبار أولنيبون. مقرها يقع في ولاية مياغي.

## التاريخ
- 1 أكتوبر 1975 تم إعدادة  محطة البث الرابعة في مياغي.
- 18  يونيو 2006 بدأت بالتلفزة الرقمية الأرضية (محطة سينداي الرئيسية).
- مارس 2011 زلزال وتسونامي توهوكو 2011، أبلغوا الموظفين أخبار ك   هيئة الإذاعة و التلفزيون اليابانية NHK عن موقف إتش إن في التقارير الإخبارية.[2]

## محطات

### المحطة التناظرية
- سنداي(المحطة الرئيسية) -TV 32ch

### المحطة الرقمية(ID:5)
- سنداي(المحطة الرئيسية) -DTV 28ch

## روابط أخرى
ك إتش بي  الموقع الرسمي